# Gisela Piltz

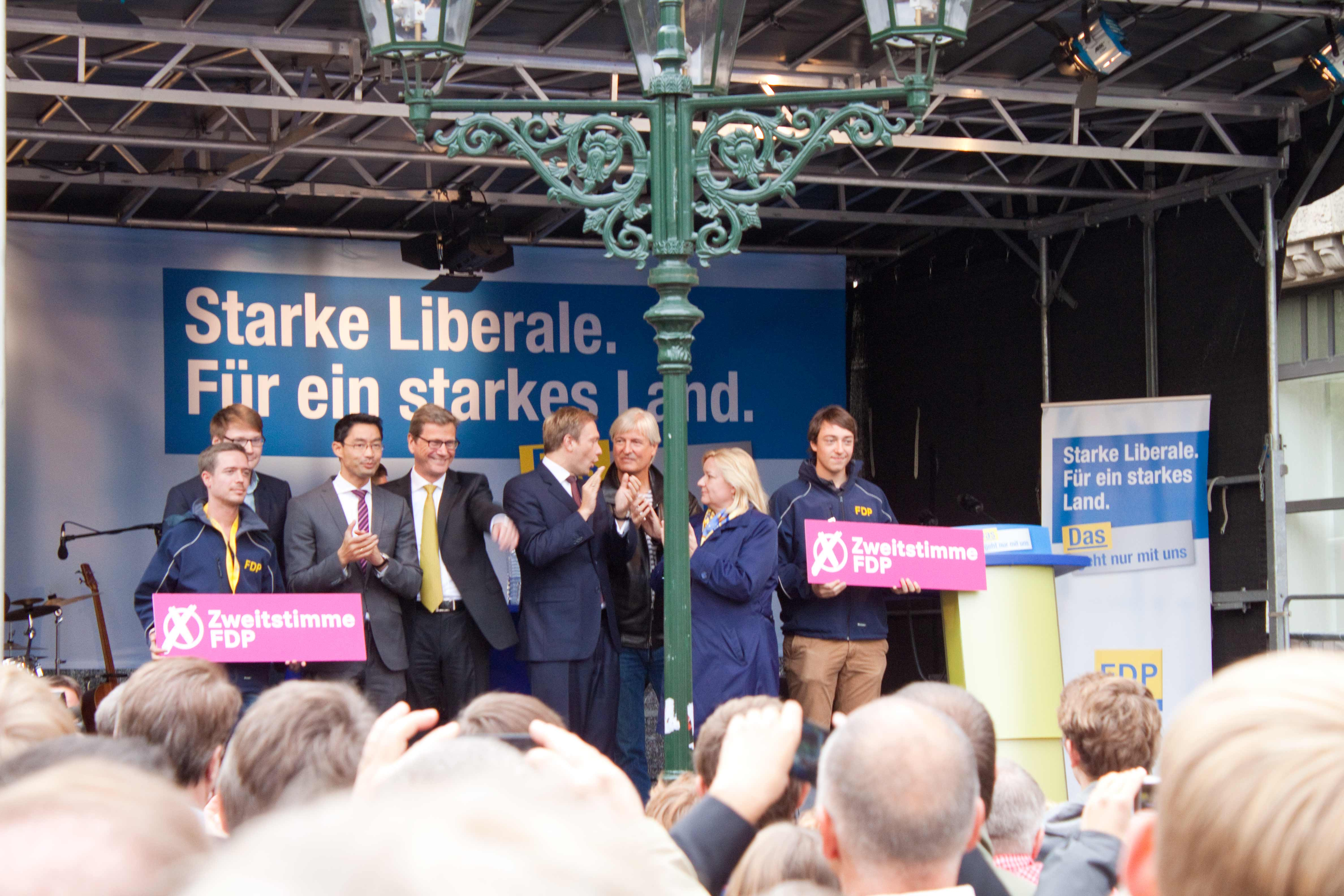
FDP-Bundestagswahlkampf 2013. Gisela Piltz mit Rösler, Westerwelle, Lindner, Hansen.

Gisela Piltz (* 3. Dezember 1964 in Köln) ist eine deutsche Politikerin (FDP).

## Leben

### Ausbildung und Beruf
Nach dem Abitur 1983 auf dem städtischen Luisengymnasium in Düsseldorf machte Gisela Piltz eine Ausbildung bei der Stadtverwaltung Düsseldorf für den gehobenen nichttechnischen Dienst, die sie 1986 als Diplom-Verwaltungswirtin beendete. Anschließend war sie bei der Stadt Düsseldorf als Inspektorin tätig und begann 1987 ein Studium der Rechtswissenschaft an der Universität Bonn, welches sie 1993 mit dem ersten juristischen Staatsexamen beendete. Nach Ableistung des Referendariats bestand sie 1995 das zweite Staatsexamen und wurde 1996 Leiterin des Abgeordnetenbüros von Edzard Schmidt-Jortzig. Noch im selben Jahr wechselte sie als Projektmanagerin zur UFA-Theater AG in Düsseldorf und war anschließend von 2000 bis 2002 bei der Projektgesellschaft „Kai 18“ in Düsseldorf tätig. Seit 2003 ist sie selbständige Rechtsanwältin.

### Parteilaufbahn
Piltz trat bereits als Schülerin 1980 in die FDP ein und engagierte sich zunächst bei den Jungen Liberalen. Bei den Wahlen zum Bundesvorsitz der Jungen Liberalen erhielt sie 1989 in der Urwahl durch die Mitglieder zwar die meisten Stimmen, verfehlte aber die absolute Mehrheit. Sie musste sich daher auf dem Bundeskongress der Julis einer Stichwahl durch die Delegierten gegen den in der Urwahl zweitplatzierten Hermann Brem stellen, in der sie unterlag.
Zwischen 2004 und 2014 war sie Kreisvorsitzende der FDP Düsseldorf und von 2005 bis 2013 stellvertretende Landesvorsitzende der FDP Nordrhein-Westfalen. Seit Juni 2007 gehört sie außerdem dem FDP-Bundesvorstand an.
2006 gründete sie zusammen mit Liane Knüppel, Hartmut Knüppel, Daniel Bahr, Hans-Joachim Otto, Joachim Stamp und Johannes Vogel den Verein Netzwerk 80 e. V. als Zusammenschlusses aller Bundesvorstandsmitglieder und Bundesgeschäftsführer der Jungen Liberalen seit 1980.

### Abgeordnetentätigkeit
Von 1999 bis 2003 gehörte Piltz dem Rat der Stadt Düsseldorf als Fraktionsvorsitzende der FDP-Fraktion an.
Am 11. November 2002 rückte Gisela Piltz für den ausgeschiedenen Abgeordneten Ingo Wolf in den Bundestag nach, dem sie sodann bis 2013 angehörte. Sie war in den Jahren 2005–2010 Sprecherin der FDP-Bundestagsfraktion für Innen- und Kommunalpolitik und Mitglied des Beirats der Bundesbeauftragten für die Unterlagen des Staatssicherheitsdienstes der ehemaligen DDR. Ab 2005 war Piltz Vorsitzende der Landesgruppe der FDP-Bundestagsabgeordneten aus NRW. Am 26. Oktober 2009 wurde sie von der Bundestagsfraktion der FDP zur stellvertretenden Vorsitzenden gewählt.
Von 2009 bis 2013 war Piltz Mitglied des Bundestags-Innenausschusses und des Geschäftsordnungsausschusses. Zudem war sie die innenpolitische Sprecherin der FDP-Fraktion mit den Schwerpunkten Datenschutz und innere Sicherheit.
Daneben war Piltz seit dem 13. Dezember 2012 Mitglied im Parlamentarischen Kontrollgremium, das für den Bundestag die Nachrichtendienste des Bundes kontrolliert, und im Vertrauensgremium, das die Wirtschaftspläne der Nachrichtendienste des Bundes beschließt. Piltz war damit die erste Frau in dieser Position.
Bei der Bundestagswahl 2013 scheiterte die FDP an der 5-Prozent-Hürde. Gisela Piltz verlor damit ihr Abgeordnetenmandat.
Entsprechend ihrer politischen Schwerpunkte hat sich Piltz besonders in den Bereichen „Datenschutz“, „Bürgerrechte“ und „innere Sicherheit“ engagiert. So stellte die FDP-Bundestagsfraktion auf ihre Initiative hin am 14. November 2007 (16. Wahlperiode) eine Große Anfrage an die schwarz-rote Bundesregierung zum Thema „Achtung der Grundrechte“. Darin kritisierte Piltz, dass die Balance von Freiheit und Sicherheit zu Ungunsten der freiheitlichen Grundrechte der Bürger schwinde.

„Die Wahrnehmung der Grundrechte ändert sich zusehends. Nicht mehr der Freiheitsgedanke, nicht mehr das Leitbild des mit unveräußerlichen Rechten ausgestatteten Menschen stehen Pate für Gesetzgebung und Handeln des Staates, sondern vielmehr gewinnen vage Begriffe wie die Bedrohung der Sicherheit durch Terrorismus oder Kriminalität als Rechtfertigung an Bedeutung in Teilen der politischen und öffentlichen Meinungsbildung.“

Nach Ende ihrer Tätigkeit als Bundestagsabgeordnete 2013 erwog Piltz zunächst die Rückkehr in den Düsseldorfer Stadtrat. Die Ratsfraktion positionierte sich jedoch auf der Seite von Marie-Agnes Strack-Zimmermann.

## Politische Positionen

### Vorratsdatenspeicherung
Zusammen mit der FDP-Fraktion lehnt Gisela Piltz die Vorratsdatenspeicherung ab. Für Piltz entspräche eine anlasslose, präventive Sicherung der Kommunikation sämtlicher Bürger nicht dem rechtsstaatlichen Grundsatz der Verhältnismäßigkeit. Zudem würde die Unschuldsvermutung ausgehebelt und das Recht auf informationelle Selbstbestimmung verletzt. Die Vorratsdatenspeicher wäre ein großer Schritt Richtung „gläserner Bürger“.
Piltz hat sich an der Klage gegen das von der große Koalition beschlossene Gesetz vor dem Bundesverfassungsgericht beteiligt.

### Reform des Melderechts und Adressdatenhandel
Im Juni 2012 stand Piltz neben Hans-Peter Uhl (CSU) im Zentrum der Kritik an der Meldegesetz-Reform durch den Bundestag. Sowohl der Inhalt als auch die Art und Weise der Verabschiedung standen im Fokus der öffentlichen Kritik. Die Gesetzesvorlage, die unter anderem das bisher länderspezifisch geregelte Meldewesen in die Zuständigkeit des Bundes übertragen soll, wurde von lediglich 17 anwesenden Abgeordneten beschlossen, die den Fraktionen der Union und FDP angehörten. Die 10 anwesenden Oppositionsabgeordneten von SPD, Grüne und Linke stimmten dagegen. Da keiner der anwesenden Abgeordneten bzw. Fraktionen die Beschlussfähigkeit des Bundestages offiziell anzweifelte, ist die Abstimmung trotz der geringen Zahl der teilnehmenden Abgeordneten nicht ungültig.
Auslöser der Kritik waren die nur einen Tag zuvor eingebrachten Änderungen am zu verabschiedenden Gesetzestext. Die Gesetzesvorlage der Bundesregierung verlangte ursprünglich, dass Bürger den Meldeämtern ausdrücklich die Erlaubnis dazu erteilen müssten, ihre Daten an Dritte für Werbezwecke und den Adresshandel weitergeben zu dürfen. Am Vortag der Abstimmung der Gesetzesvorlage legte Piltz jedoch zusammen mit Hans-Peter Uhl im Innenausschuss einen Änderungsantrag vor, in dem er die verbraucherfreundliche Zustimmungsregelung in ihr Gegenteil umkehrte: Die Meldedaten der Bürger sollten demzufolge für Werbezwecke und für Adresshandel herausgegeben werden dürfen, es sei denn, der Bürger hätte der Herausgabe im Vorfeld ausdrücklich schriftlich widersprochen. Und selbst dieser Widerspruch wäre unwirksam gewesen, wenn ein Adresshändler seine bereits vorhandenen Datenbanken lediglich aktualisieren wollte. Dieser handstreichartig eingebrachte Änderungsvorschlag wurde im Innenausschuss von CDU/CSU und FDP gegen die Stimmen der Opposition angenommen und die so geänderte Gesetzesvorlage wurde am nächsten Tag vom Bundestag in nur 14 Sekunden in dritter Lesung ohne Aussprache angenommen.
Am 9. Juli 2012 Focus Online zitierte einen Mitarbeiter Uhls Mitarbeitern mit den Worten „Hätten wir die Einwilligungslösung gemacht, hätten ja alle Versandhändler aufgeschrien.“ Der Satz musste später entfernt werden. Unter dem Artikel hieß es in Folge: „Zwei Zitate eines Mitarbeiters, die in der ursprünglichen Version dieses Artikels standen, wurden auf Bitte des Büros Uhls mit dem Hinweis auf ein Missverständnis entfernt.“
Aufgrund der heftigen Kritik in der Öffentlichkeit distanzierte sich die Bundesregierung und die CSU-Verbraucherschutzministerin Ilse Aigner von dem neuen Meldegesetz und gab bekannt, dass sie hoffe, der SPD geführte Bundesrat würde die Gesetzesvorlage stoppen. Die FDP erklärte daraufhin, dass für die Änderung der Widerspruchsregelung in erster Linie Hans-Peter Uhl eingetreten sei und den Innenminister von seiner Linie überzeugt habe.

### Internetsperren/Zugangserschwerungsgesetz
Im Rahmen der Diskussionen zur Sperrung von Seiten mit Missbrauchsdarstellungen von Kindern („Zensursula“) 2009 und dem daraus entstandenen „Zugangserschwerungsgesetz“ der schwarz-roten Koalition hat Gisela Piltz sich stark gegen die vorgeschlagenen Regelungen und damit gegen die Einführung von Internetsperren engagiert. Sie war maßgeblich am Entschließungsantrag der FDP-Bundestagsfraktion beteiligt. Darin wird als Alternative zur Bekämpfung von Missbrauchsdarstellungen von Kindern im Internet das Prinzip „Löschen statt Sperren“ unter Berücksichtigung der bereits verfügbaren rechtlichen Möglichkeiten sowie weitere präventive Maßnahmen gefordert. Hierzu sollen die bestehenden strafrechtlichen Verfahren vorrangig bei den Inhalteanbietern selbst und, soweit dies nicht möglich ist, eine Löschung bei den Host-Providern (also den Speicherplatzanbietern) durch die Länder angestrengt werden. Nur so könne effektiv gegen die Verbreitung von Missbrauchsdarstellungen von Kindern im Internet vorgegangen werden. Die Sperrung von Internetseiten mit solchen Inhalten löse das Problem nicht, da das Material nach wie vor – bei Umgehung der Sperren – verfügbar sei. Zudem käme durch den Vorschlag der Liberalen das Problem des „over-blockings“ (also das versehentliche Sperren von eigentlich legalen Seiten) gar nicht erst auf. Auch wäre so die weitere inhaltliche Durchregulierung des Internets gestoppt. Im Zuge der Debatten war von einigen Politikern bereits angedacht worden, zukünftig auch andere Seiten, beispielsweise Seiten von bestimmten Computerspielen oder Glücksspielseiten zu sperren.
Bei dem vorgeschlagenen „Zensursula“-Gesetz von Union und SPD würden überdies auch erhebliche verfassungsrechtliche und operative Zuständigkeitsfragen zwischen Bund und Ländern aufgeworfen, monieren Piltz und die FDP-Fraktion in dem Antrag – denn eigentlich sind die Länder für Gefahrenabwehr und Regulierungen von Medieninhalten zuständig. Somit wären weder der Bundesgesetzgeber für den Regelungsinhalt, noch das Bundeskriminalamt (BKA) für die Zusammenstellung einer Sperrliste und die daran anknüpfenden Verfügungen von Netzsperren verfassungsrechtlich zuständig. Eine Kompetenzerweiterung des BKA auf die Gefahrenabwehr stünde somit der Verfassung entgegen. Der Vorschlag der FDP hingegen sieht vor, dass sich die Bundesregierung zusammen mit den Ländern für die effektive Strafverfolgung von Inhalteanbietern von Missbrauchsdarstellungen von Kindern im Internet einsetzen soll. Dazu sollen auch die IT-Kompetenzen und die IT-Ausstattung der Sicherheitsbehörden verbessert werden, damit diese die Strafverfolgung wirksam gewährleisten zu können.
Da das Problem internationale Dimensionen hat, sollen die zuständigen Behörden auch weltweit tätig werden und die Bundesregierung sich in diesem Zuge auch international für eine bessere Bekämpfung und eine strikte weltweite Ächtung von Kindesmissbrauch und der Verbreitung von Missbrauchsdarstellungen von Kindern einsetzen.
Ebenso wird in dem Entschließungsantrag ein Fokus auf die Prävention von Kindesmissbrauch gelegt, beispielsweise wie in Projekten „Kein Täter werden“ der Charité Berlin und auch Kinder gestärkt, unterstützt und geschützt werden, möglichst bevor sie Opfer einer Straftat werden.
Im Zuge der Regierungsbeteiligung nach der Bundestagswahl 2009 hat sich Piltz mit der FDP gegenüber der Union durchsetzen und so eine Zensur des Internets verhindern können. Das Prinzip „Löschen statt Sperren“ wird nun angewandt um Missbrauchsdarstellungen von Kindern auch im Internet keinen Raum zu gewähren. Dass dies für Inhalte auf inländische wie ausländische Seiten ein probates und erfolgreiches Mittel im Kampf gegen Missbrauchsdarstellungen von Kindern im Internet ist, wird beispielsweise durch die Statistiken des BKA belegt. Zu dieser Thematik hat die FDP-Bundestagsfraktion mit Gisela Piltz ebenso ein Eckpunktepapier verfasst.

### ELENA
Nach dem noch unter Rot-Grün verabschiedete Konzept ELENA (elektronisches Entgeltnachweis-Verfahren) sollten Unternehmen eine Unmenge von personenbezogenen und höchst sensiblen Daten ihrer Arbeitnehmer monatlich an eine zentrale Speicherstelle übermitteln. Auch Sportvereine sollten Daten ihrer Übungsleiter melden, wenn sie mehr als 175 Euro Entschädigung erhalten. Damit drohte die lückenlose Dokumentation des Alltags aller Berufstätigen. Besonders für kleine und mittlere Unternehmen bedeutete diese Pflicht zur Datenübermittlung einen unverhältnismäßigen Aufwand und hohe Kosten.
Vor allem aus Datenschutzgründen lehnten Piltz und die FDP-Fraktion das Verfahren ab und sorgten in der Koalition mit der Union (17. Wahlperiode) dafür, dass ELENA abgeschafft und sämtliche bereits erhobene Daten rückstandslos gelöscht wurden.

### Stiftung Datenschutz
Wie im Koalitionsvertrag (17. Wahlperiode) zwischen Union und FDP verabredet wurde ein Antrag zur Realisierung der Stiftung Datenschutz 2012 verabschiedet, an dem Gisela Piltz maßgeblich beteiligt war. Dahinter steht der Gedanke, dass in Zeiten der immer stärkeren Nutzung des Internets und der globalen Vernetzung Datenschutz nicht alleine von staatlicher Seite gewährleistet werden kann, sondern auch in diesem Bereich aufgeklärte und selbstbestimmte Verbraucher auf der einen und datenschutzfreundlicher Angebote auf der anderen Seite erfordert.
Die Stiftung Datenschutz soll nun gemeinsam mit Vertretern der Verbraucherzentrale, Stiftung Warentest, Wirtschaftsvertretern und anderen einen breiten und kooperativen Ansatz finden, um ein Gütesiegel zu entwickeln, das Verbrauchern Orientierung zur Datenschutzfreundlichkeit von Produkten und Dienstleistungen gibt. Daneben hat die Stiftung Datenschutz auch die Aufgabe, die Sensibilität der Menschen für den Schutz ihrer eigenen Daten zu verbessern und Selbstdatenschutz durch Bildung zu stärken.

### Videoüberwachung und mobile Ortung
Gisela Piltz sprach sich mehrfach gegen die Ausweitung bei der Videoüberwachung von öffentlichen Plätzen aus. Zuletzt in der Debatte im Dezember 2012, nach dem Anschlagsversuch am Bonner Bahnhof, als von verschiedenen Seiten eine stärkere Videoüberwachung des öffentlichen Bereichs gefordert wurde. Piltz sagte dazu, dass mehr Videoüberwachung nicht automatisch mehr Sicherheit bringen würde, dafür aber die Menschen immer stärker in ihren Bürgerrechten beschneiden würde. Stattdessen sollten mehr Polizeikräfte eingesetzt werden, die bei gefährlichen Situationen direkt eingreifen können – nicht wie eine Kamera, die Taten nicht verhindern kann und zudem Kriminalität oft nur verdrängt.
Ebenso sprach sich Piltz stark gegen Pläne des Mobilfunkkonzerns Telefónica im Oktober 2012 aus, Nutzungsdaten der O2-Kunden ungefragt anonymisiert zu vermarkten. Bei einer solchen Datennutzung sei eine ausreichende Anonymisierung nicht gewährleistet und könnte dazu führen, dass Bewegungsprofile von den Nutzern erstellt werden könnten.

### BKA-Gesetz/Sicherheitsarchitektur
Den Einsatz des sogenannten „Bundestrojaner“, also die Online-Durchsuchung Deutschland, kritisierte Piltz zuletzt im Oktober 2012. Hier müssen die strengen Vorgaben des Bundesverfassungsgerichts eingehalten werden, mit der Privatsphäre von Bürgern dürfe nicht stümperhaft umgegangen werden, nur weil das BKA die technische Kompetenz nicht besitze.
Piltz und die gesamte FDP-Bundestagsfraktion haben in der 16. Wahlperiode geschlossen gegen die Novelle des BKA-Gesetzes von Union und SPD gestimmt. Gisela Piltz kritisierte, dass Union und SPD das BKA durch die Novelle zu einem 'deutschen FBI' umwandeln wollten – also eine zentrale Polizeibehörde mit quasi-geheimdienstlichen Befugnissen. Damit werde jedoch das föderale Prinzip umgangen, nach dem die Länder für die polizeiliche Gefahrenabwehr zuständig sind.
Zum Thema der Sicherheitsarchitektur hat der FDP-Bundesvorstand mit Piltz zuletzt im Januar 2012 ein Papier mit dem Titel „Mit Sicherheit für die Freiheit – Für eine moderne Sicherheitsarchitektur in Deutschland“ beschlossen. Daneben wurde von Gisela Piltz das Positionspapier „Mit einer transparenten und föderalen Sicherheitsarchitektur die Balance von Freiheit und Sicherheit stärken“ eingebracht, das die FDP-Bundestagsfraktion im November 2012 beschlossen hat.

## Sonstiges Engagement
Piltz gehört seit 2014 dem Kuratorium der Friedrich-Naumann-Stiftung für die Freiheit an.